# Carlo Soldini
Carlo Soldini (Venecia, 12 de agosto de 1897-Como, 28 de junio de 1983) fue un deportista italiano que compitió en bobsleigh.  Ganó una medalla de bronce en el Campeonato Mundial de Bobsleigh de 1935, en la prueba doble.

## Palmarés internacional
| Campeonato Mundial | Campeonato Mundial | Campeonato Mundial | Campeonato Mundial |
| Año                | Lugar              | Medalla            | Prueba             |
| ------------------ | ------------------ | ------------------ | ------------------ |
| 1935               | Igls (Austria)     | Medalla de bronce  | Doble              |